# Лох-Ломонд
Лох-Ло́монд (англ. Loch Lomond, гэльск. Loch Laomainn) — озеро (лох) в Шотландии, в административных округах Стерлинг, Аргайл-энд-Бьют и Уэст-Данбартоншир. По площади зеркала (71 км²) Лох-Ломонд занимает первое место среди озёр Шотландии, по объёму воды (2,6 км³) — второе место после Лох-Несса.

## География и гидрография
Озеро находится на юго-западе Грампианских гор, в тектонической долине, углублённой ледником. В южной части Лох-Ломонд пересекает тектонический разлом, обусловливающий геологическую границу между горной и равнинной Шотландией. Средняя глубина порядка 37 м, максимальная — около 190 м. В южной части озера много островов, самый крупный из которых — Инчмаррин, также Инчфад и другие. Сток осуществляется по реке Ливен, впадающей в Клайд в Дамбартоне.

## История
Одно из самых ранних описаний озера в исторических документах встречается в «Истории бриттов» Ненния в разделе «О дивных дивах Британии»:
| Первое диво — это озеро Ломонд. На нём насчитывается шестьдесят островов, где обитают люди, и его окружают со всех сторон шестьдесят утесов и на всяком из них по орлиному гнезду, и в это озеро впадают шестьдесят рек, а из него в море течет только одна, которая называется Лемн. |

С 2002 года озеро является частью национального парка Лох-Ломонд-энд-те-Троссахс.